# Wolf Hamburg

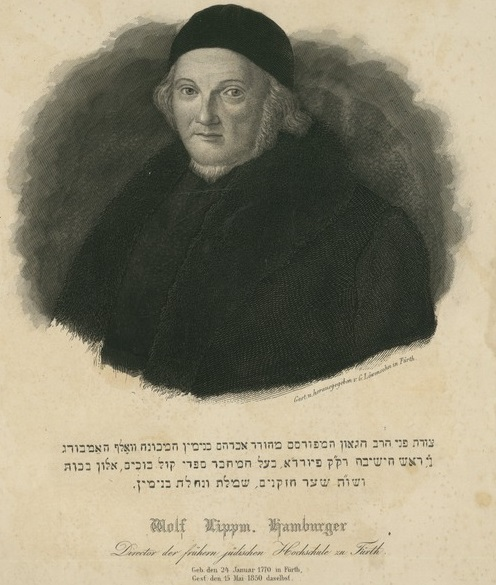
Wolf Hamburg, 1850.

Abraham Benjamin Wolf (Avraham Binyamin Se'ew) Hamburg, auch Wolf Hamburger (hebräisch אברהם  בנימין זאב האמבורג geb. 24. Januar 1770 in Fürth; gest. 15. Mai 1850 ebenda) war ein deutscher Rabbiner und Talmudist.

## Leben
Hamburg wurde als Sohn des Gemeindevorstehers Elieser-Aron-Lippmann Ansbach aus Fürth und der Krenle Niederwerrn aus Heidingsfeld geboren. Sein Vater starb kurze Zeit später. Seine Mutter heiratete erneut, ließ ihren Sohn bei Vormündern zurück und zog zu ihrem zweiten Ehemann nach Amsterdam. Hamburg studierte in Fürth bei Dajan Wolf Ullmann und an der Jeschiwa des Oberrabbiners Meschullam Salomon Kohn. Er heiratete 1789 Rachel-Miriam Cohen (geboren in Prag, gestorben 1836 in Fürth).
Hamburg folgte 1799 seinem Lehrer Salomon Kohn in Fürth als Leiter der dortigen Jeschiwa und war auch ihr letzter Leiter. Er beeinflusste mit seiner Lehre des orthodoxen Judentums einige spätere Rabbiner wie Seligmann Bär Bamberger und Moses Sofer. Einige seiner Schüler, beispielsweise David Einhorn, Isaak Löwi, Joseph Aub, Leopold Stein, Bernhard Wechsler, Elias Grünebaum und Moses Gutmann, schlossen sich dagegen dem Reformjudentum an und gerieten damit in Widerspruch zu ihrem Lehrer.
Nachdem die Anhänger der jüdischen Reformbewegung in Fürth die Mehrheit bekommen hatten, wurde Hamburg im Jahr 1830 aller seiner Ämter enthoben. Nur das Lehramt in der Klaus, die von seinem Vorfahren Bärmann Fränkel (1645/1658–1708) gegründet worden war, wurde ihm erlaubt. Seine Jeschiwa wurde aber geschlossen. Bald danach wurde er aus seiner Heimatstadt Fürth vertrieben und starb letztlich an „gebrochenem Herzen“.
Der Rabbiner war zu seiner Zeit ein sehr bekannter Mann, was sein Brustbild auf einem Porzellan-Pfeifenkopf mit Silberdeckel aus der Zeit 1820 verdeutlicht.